# Cantone di Casteljaloux
Il Cantone di Casteljaloux era una divisione amministrativa dell'arrondissement di Nérac.
È stato soppresso a seguito della riforma complessiva dei cantoni del 2014, che è entrata in vigore con le elezioni dipartimentali del 2015.
Comprendeva i comuni di:
- Anzex
- Beauziac
- Casteljaloux
- Leyritz-Moncassin
- La Réunion
- Saint-Martin-Curton
- Villefranche-du-Queyran